# Mauro Fiore
Mauro Fiore, född 1964, är en amerikansk filmfotograf, Oscar-vinnare för bästa foto. 
Fiore är född i Marzi i sydvästra Italien. Därifrån flyttade han till USA med sin familj 1971. 1982 avslutade han studier vid Palatine High School, 1987 började han på Columbia College Chicago. Han är mest känd för sitt arbete med filmen Avatar 2009. Det var för denna film han fick ta emot sin Oscar-statyett vid den 82:a Oscarsgalan. Andra exempel på filmer som Fiore har filmat är: Training Day, Tears of the Sun, Smokin' Aces och The Kingdom.

## Filmografi (urval)
- 2001 – Training Day
- 2003 – Tears of the Sun
- 2006 – Smokin' Aces
- 2007 – The Kingdom
- 2009 – Avatar
- 2011 – Real Steel
- 2021 – Spider-Man: No Way Home